# Chichiș
Chichiș es una comuna ubicada en el distrito de Covasna, Rumania.

## Superficie
Posee una superficie de 21,42 kilómetros cuadrados.

## Demografía
Hasta 2021 la población era de 1540 habitantes, con una densidad de población de 71,90 habitantes por kilómetro cuadrado.